# Bissingen an der Teck

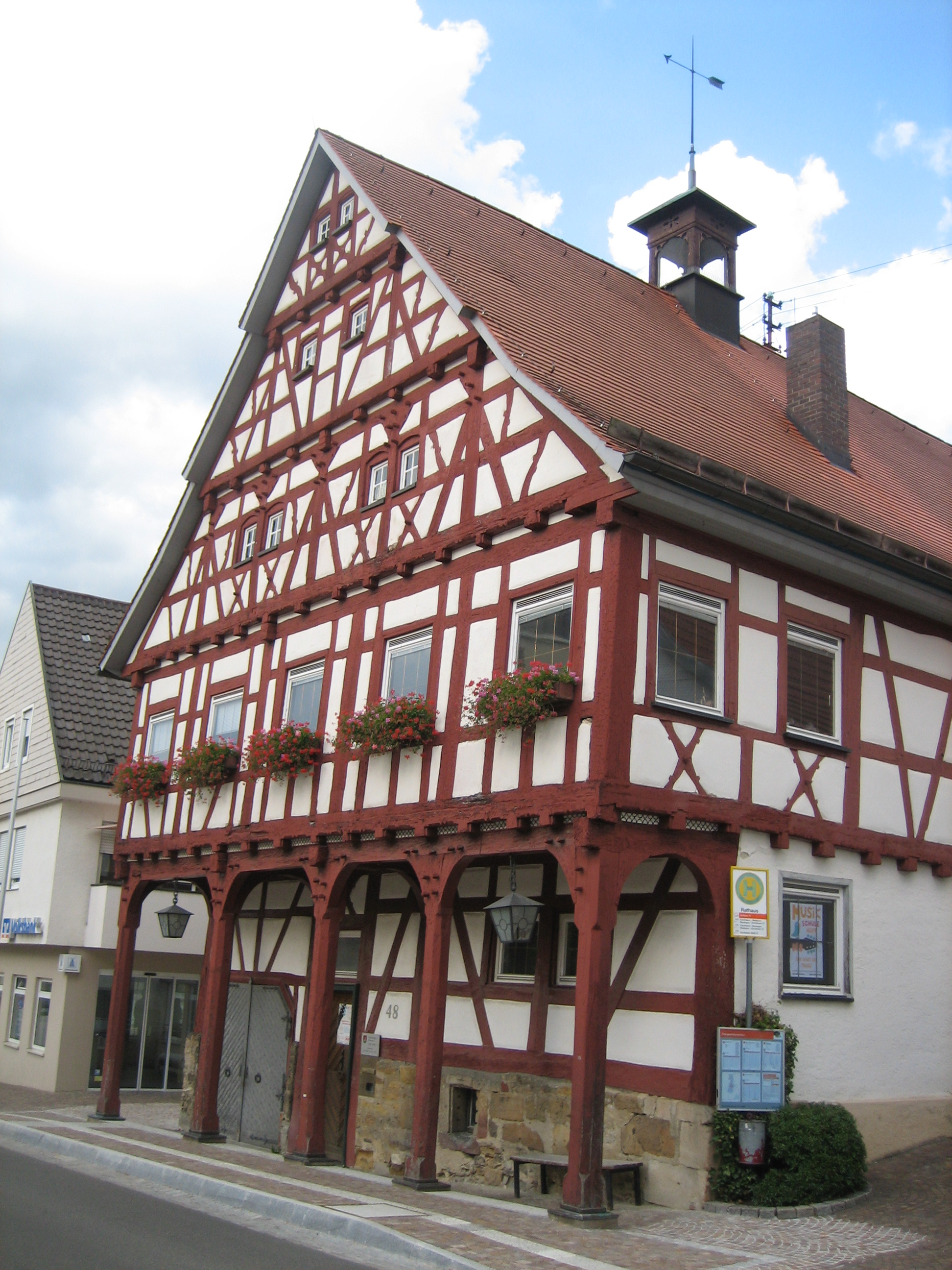
Altes Rathaus

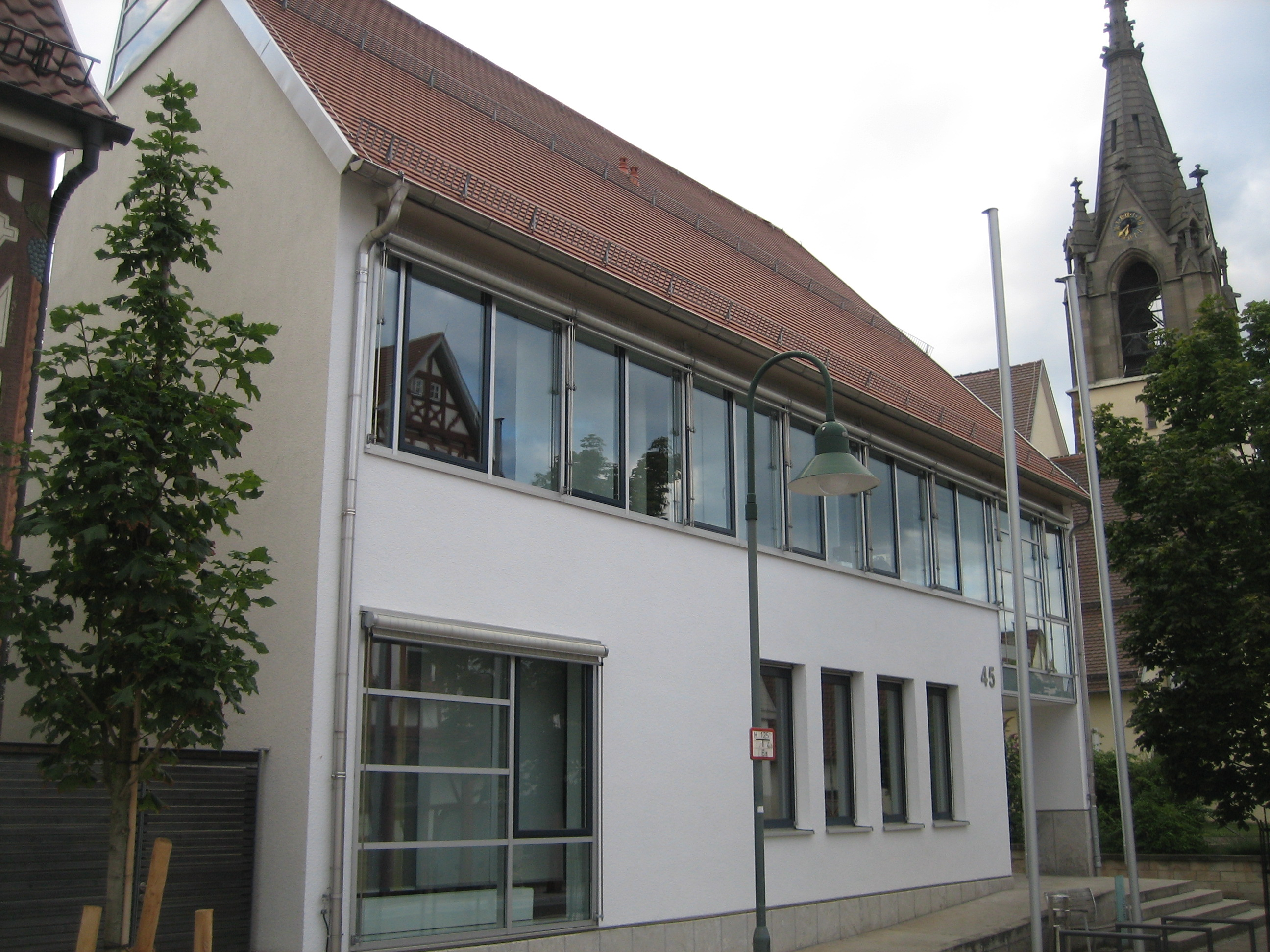
Neues Rathaus mit Marienkirche (2016)

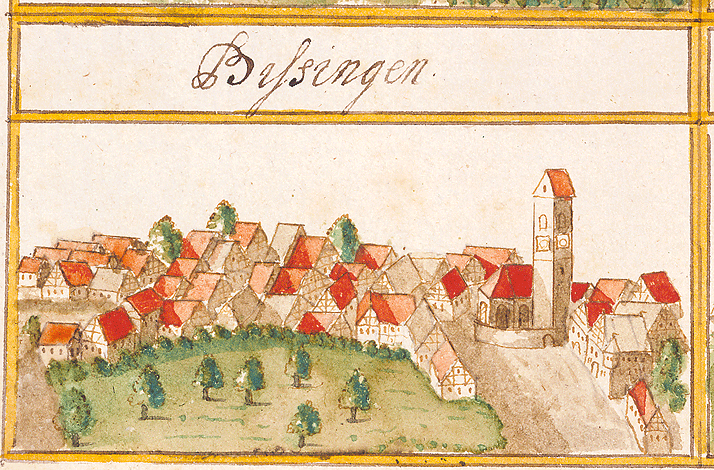
Bissingen 1683/1685 im Kieserschen Forstlagerbuch

Bissingen an der Teck ist eine Gemeinde im Landkreis Esslingen. Sie gehört zur Region Stuttgart (bis 1992 Region Mittlerer Neckar) und zur Randzone der europäischen Metropolregion Stuttgart. Bissingen ist mit einem Großteil seiner Gemarkung (73,5 %) Teil des Biosphärengebiets Schwäbische Alb.

## Geographie

### Geographische Lage
Bissingen selbst liegt am Fuße der Schwäbischen Alb, der Ortsteil Ochsenwang auf der Albhochfläche. Das Gemeindegebiet erstreckt sich über eine Höhenlage von 369,2 m ü. NHN beim Austritt des Jauchertbaches aus der Gemeinde an der Grenze zu Nabern bis 826,3 m ü. NHN im Brucker Hölzle, wenige Meter unterhalb des 829,9 m ü. NHN hohen Gipfels auf Lenninger Gemarkung, welcher den höchsten Punkt des Landkreises Esslingen darstellt.

### Gliederung
Die Gemeinde Bissingen an der Teck besteht aus dem Kernort Bissingen und dem Ortsteil Ochsenwang.

### Nachbargemeinden
Angrenzende Gemeinden sind Kirchheim unter Teck im Norden, Weilheim an der Teck im Osten, Neidlingen im Südosten, Lenningen im Süden, Owen im Westen und Dettingen unter Teck im Nordwesten (alle Landkreis Esslingen).

### Flächenaufteilung
Nach Daten des Statistischen Landesamtes, Stand 2014.

## Geschichte

### Frühe Geschichte
Als einer der ersten Orte im Kreis Esslingen wird Bissingen im Jahr 769 in der schriftlichen Überlieferung des Lorscher Codex urkundlich erwähnt.  Vom 11. Jahrhundert bis in die Mitte des 12. Jahrhunderts gehörte Bissingen den Zähringern, danach den Herzögen von Teck. An Württemberg gelangte der Ort 1326 mit dem Erwerb der österreichischen Hälfte der Herrschaft Teck und wurde dem Amt Kirchheim zugeordnet.

### Verwaltungsgeschichte
Bissingen blieb auch nach der Umsetzung der neuen Verwaltungsgliederung im 1806 gegründeten Königreich Württemberg beim Oberamt Kirchheim. Im Zuge der Kreisreform während der NS-Zeit in Württemberg gelangte Bissingen im Jahr 1938 zum Landkreis Nürtingen. 1945 bis 1952 gehörte die Gemeinde zum Nachkriegsland Württemberg-Baden, das 1945 in der Amerikanischen Besatzungszone gegründet worden war, ab 1952 zum neuen Bundesland Baden-Württemberg. Die Kreisreform von 1973 führte zur Zugehörigkeit zum Landkreis Esslingen.

### Eingemeindungen
Am 1. Januar 1975 wurde Ochsenwang nach Bissingen eingemeindet.

### Einwohnerentwicklung
Die Einwohnerzahlen sind Volkszählungsergebnisse (¹) oder amtliche Fortschreibungen des Statistischen Landesamtes (nur Hauptwohnsitze).
| Stichtag            | Einwohnerzahl |
| ------------------- | ------------- |
| 3. Dezember 1834¹   | 1.871         |
| 1. Dezember 1871¹   | 1.685         |
| 1. Dezember 1900¹   | 1.602         |
| 17. Mai 1939¹       | 1.542         |
| 13. September 1950¹ | 2.078         |
| 6. Juni 1961¹       | 2.173         |
| 27. Mai 1970¹       | 2.583         |
| 25. Mai 1987¹       | 3.271         |
| 31. Dezember 1995   | 3.476         |
| 31. Dezember 2000   | 3.691         |
| 31. Dezember 2005   | 3.659         |
| 31. Dezember 2010   | 3.523         |
| 31. Dezember 2015   | 3.481         |
| 31. Dezember 2020   | 3.420         |

## Politik

### Gemeinderat
In Bissingen wird der Gemeinderat nach dem Verfahren der unechten Teilortswahl gewählt. Dabei kann sich die Zahl der Gemeinderäte durch Überhangmandate verändern. Der Gemeinderat in Bissingen besteht aus den 14 gewählten ehrenamtlichen Gemeinderäten (2019: 15) und dem Bürgermeister als Vorsitzendem. Der Bürgermeister ist im Gemeinderat stimmberechtigt.
Die Kommunalwahl am 9. Juni 2024 führte zu folgendem Endergebnis.
| Parteien und Wählergemeinschaften | Parteien und Wählergemeinschaften | % 2024  | Sitze 2024 | % 2019  | Sitze 2019 | Kommunalwahl 2024 %6050403020100 43,50 %56,50 % FWUWGewinne/Verlusteim Vergleich zu 2019 %p 4 2 0 −2 −4−3,25 %p+3,25 %pFWUW |
| FWV                               | Freie Wählervereinigung           | 43,50   | 6          | 46,75   | 7          | Kommunalwahl 2024 %6050403020100 43,50 %56,50 % FWUWGewinne/Verlusteim Vergleich zu 2019 %p 4 2 0 −2 −4−3,25 %p+3,25 %pFWUW |
| UWV                               | Unabhängige Wählervereinigung     | 56,50   | 8          | 53,25   | 8          | Kommunalwahl 2024 %6050403020100 43,50 %56,50 % FWUWGewinne/Verlusteim Vergleich zu 2019 %p 4 2 0 −2 −4−3,25 %p+3,25 %pFWUW |
| gesamt                            | gesamt                            | 100,0   | 14         | 100,0   | 15         | Kommunalwahl 2024 %6050403020100 43,50 %56,50 % FWUWGewinne/Verlusteim Vergleich zu 2019 %p 4 2 0 −2 −4−3,25 %p+3,25 %pFWUW |
| Wahlbeteiligung                   | Wahlbeteiligung                   | 70,20 % | 70,20 %    | 69,99 % | 69,99 %    | Kommunalwahl 2024 %6050403020100 43,50 %56,50 % FWUWGewinne/Verlusteim Vergleich zu 2019 %p 4 2 0 −2 −4−3,25 %p+3,25 %pFWUW |

### Bürgermeister
Im Januar 2011 wurde der bisherige Gemeindekämmerer Marcel Musolf mit 96 % der Stimmen im ersten Wahlgang zum Nachfolger von Wolfgang Kümmerle gewählt. Musolf wurde im Januar 2019 mit 99,1 % der Stimmen im Amt bestätigt. Im Juli 2024 wurde Musolf zum Landrat des Landkreises Esslingen gewählt. Bei der Bürgermeisterwahl am 13. Oktober 2024 wurde Siegfried Nägele mit 50,5 Prozent der Stimmen zum Bürgermeister gewählt, obwohl er gar nicht auf dem Wahlzettel stand. Die Wähler hatten ihn in die sogenannte „freie Zeile“ eingetragen. Er lehnte die Wahl nach einer Woche Bedenkzeit aus persönlichen Gründen ab. Daraufhin wurde eine Neuwahl angesetzt. Am 19. Januar 2025 wurde schließlich Jens Fritz mit 97,7 Prozent der Stimmen zum Bürgermeister gewählt. Er trat das Amt am 1. April 2025 an.

### Wappen
Blasonierung: In Rot auf einem grünen Berg eine eintürmige silberne (weiße) Burg (Turm mit Kegeldach links).
Seit 1911 führt die Gemeinde als Ortswappen in mehrmals veränderten Darstellungen im roten Schild den silbernen Teckturm auf grün bewaldetem Berg. Die Gemeindeflagge ist Weiß-Rot (Silber-Rot). Das Wappen in der heutigen Form und die Flagge wurden 1975 vom Innenministerium verliehen.

## Kultur und Sehenswürdigkeiten

### Rad- und Wanderwege
Bissingen ist aufgrund der Lage am Albtrauf umgeben von zahlreichen Rad- und Wanderwegen. Oberhalb des Ortes an der Traufkante verlaufen sowohl der Fernwanderweg Albsteig (auch Schwäbische-Alb-Nordrandweg) als auch der Fernradweg Alb-Crossing.

### Museen

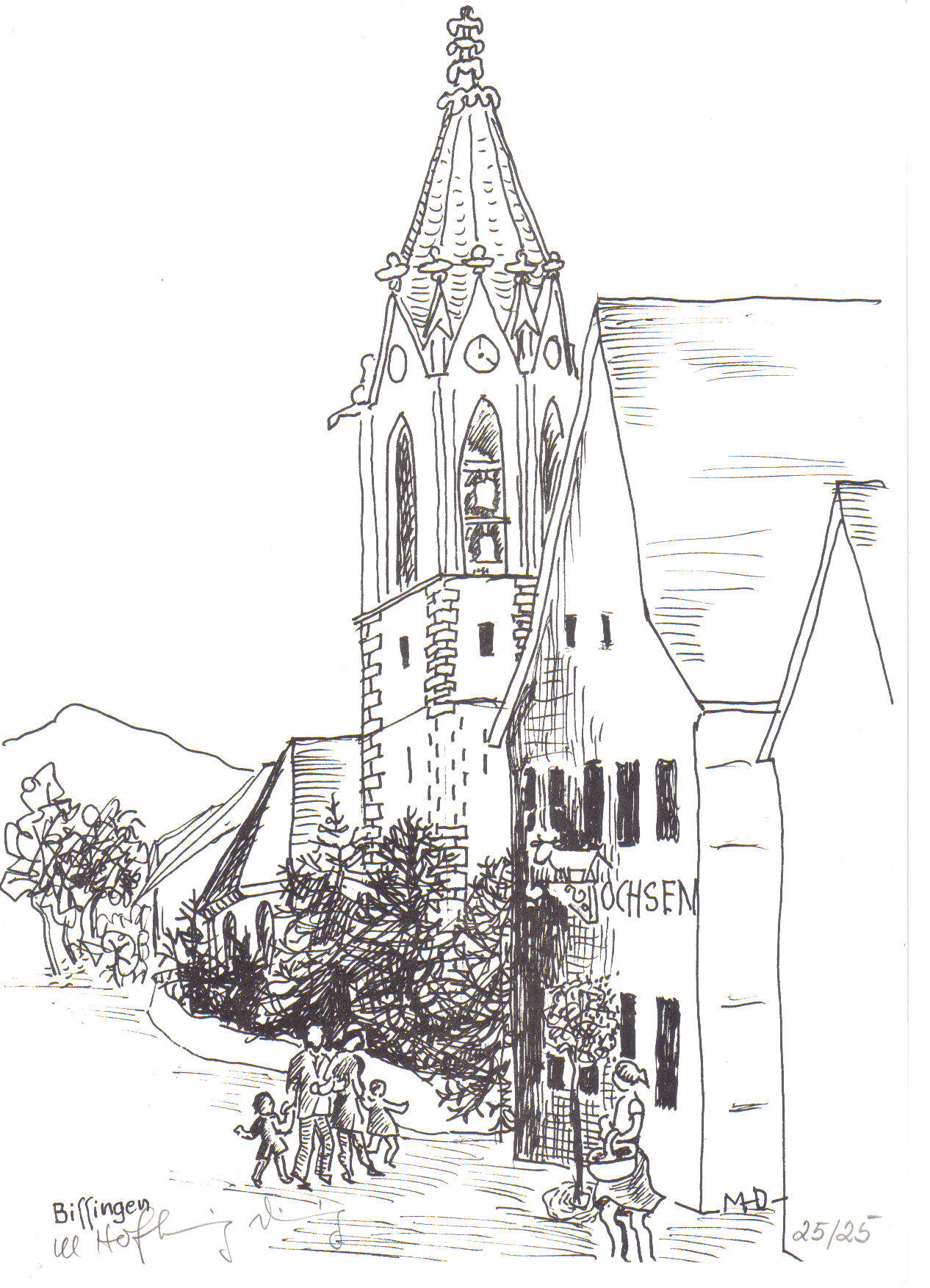
Zeichnung von Margret Hofheinz-Döring (1979)

In Ochsenwang befindet sich das Mörikehaus Ochsenwang.

### Bauwerke
Die südöstlich von Bissingen gelegene Burgruine Hahnenkamm war eine Satellitenburg der Teck.
Die spätgotische Marienkirche (1275 erstmals genannt) beherbergt einen steinernen Tischaltar von 1542, eindeutig protestantischer Herkunft und Bestimmung, mit einem reich verzierten Altargitter. Die Orgel wurde 1824 von Johann Viktor Gruol erbaut.

### Musik
Bissingen besitzt einen Musikverein für Blasmusik, gegliedert in Jugend- und Stammkapelle. Als Hauptquartier dient der „Farrenstall“ in der Pfarrstraße 16. Am 21. Mai 2006 wurde der Musikverein beim Landeswettbewerb im Rahmen des Landesmusikfestes in Villingen-Schwenningen Landesmeister in der Oberstufe und im Mai 2007 auf dem Bundeswettbewerb in Würzburg Vizebundesmeister in der Oberstufe. Am 16. Mai 2010 verteidigte er beim Landesmusikfest 2010 in Metzingen der Titel „Landesmeister in der Oberstufe“.
Bissingen besitzt auch einen Gesangsverein. Der MGV (Männergesangsverein) ist gegliedert in einen Kinderchor (die „Kibize“), einen gemischten Chor („Frischer Wind“) und einen Männerchor.

### Streuobstwiesen als prägende Landschaft
Bissingen liegt inmitten ausgedehnter Streuobstwiesen. Um diese Biotope aufrechtzuerhalten, setzt sich der Obst- und Gartenbauverein Bissingen durch die Pflege alter Baumbestände dafür ein, dass Landschaft und Sorten auch für künftige Generationen erhalten bleiben. Dies geschieht unter anderem durch die Betreuung gemeindeeigener Streuobstwiesen und die Einrichtung eines Altsorten-Muttergartens.

### Naturdenkmäler
Das Randecker Maar im Ortsteil Ochsenwang ist ein ehemaliger Vulkanschlot des Schwäbischen Vulkans, der auch die Voraussetzungen für die Entstehung des angrenzenden Schopflocher Moors schuf.

## Persönlichkeiten

### Söhne und Töchter der Gemeinde
- Marquard I. von Randeck (um 1296–1381), Patriarch von Aquileja, Bischof von Augsburg
- Johann Viktor Gruol der Ältere (1766–1836), Orgelbauer
- Johann Viktor Gruol der Jüngere (1807–1871), Orgelbauer
- Christoph Ludwig Goll (1824–1897), Orgelbauer
- Georg Ehni (1828–1904), Reichstagsabgeordneter
- Robert von Gaupp (1836–1908), Staatsrat, Landtagsabgeordneter
- Friedrich Goll (1839–1911), Orgelbauer
- Wilhelm Ederle (1901–1966), Mediziner

### Persönlichkeiten, die in Bissingen an der Teck gewirkt haben
- Ignaz Speckle (1754–1824), von 1789 bis 1795 Verwalter des Pfleghofes von St. Peter in Bissingen, anschließend letzter Abt des Benediktiner-Klosters St. Peter auf dem Schwarzwald
- Eduard Mörike (1804–1875), Schriftsteller und Pfarrer, lebte von 1832 bis 1833 in Ochsenwang
- Adolf Burkhardt (1929–2004), lutherischer Geistlicher und Präsident des Internationalen Christlichen Esperanto-Bunds, wirkte zwischen 1972 und 1991 als Pfarrer in Bissingen an der Teck
- Marcel Musolf (* 1985), Politiker (Freie Wähler), war von 2011 bis 2024 Bürgermeister von Bissingen an der Teck